# 編織繩

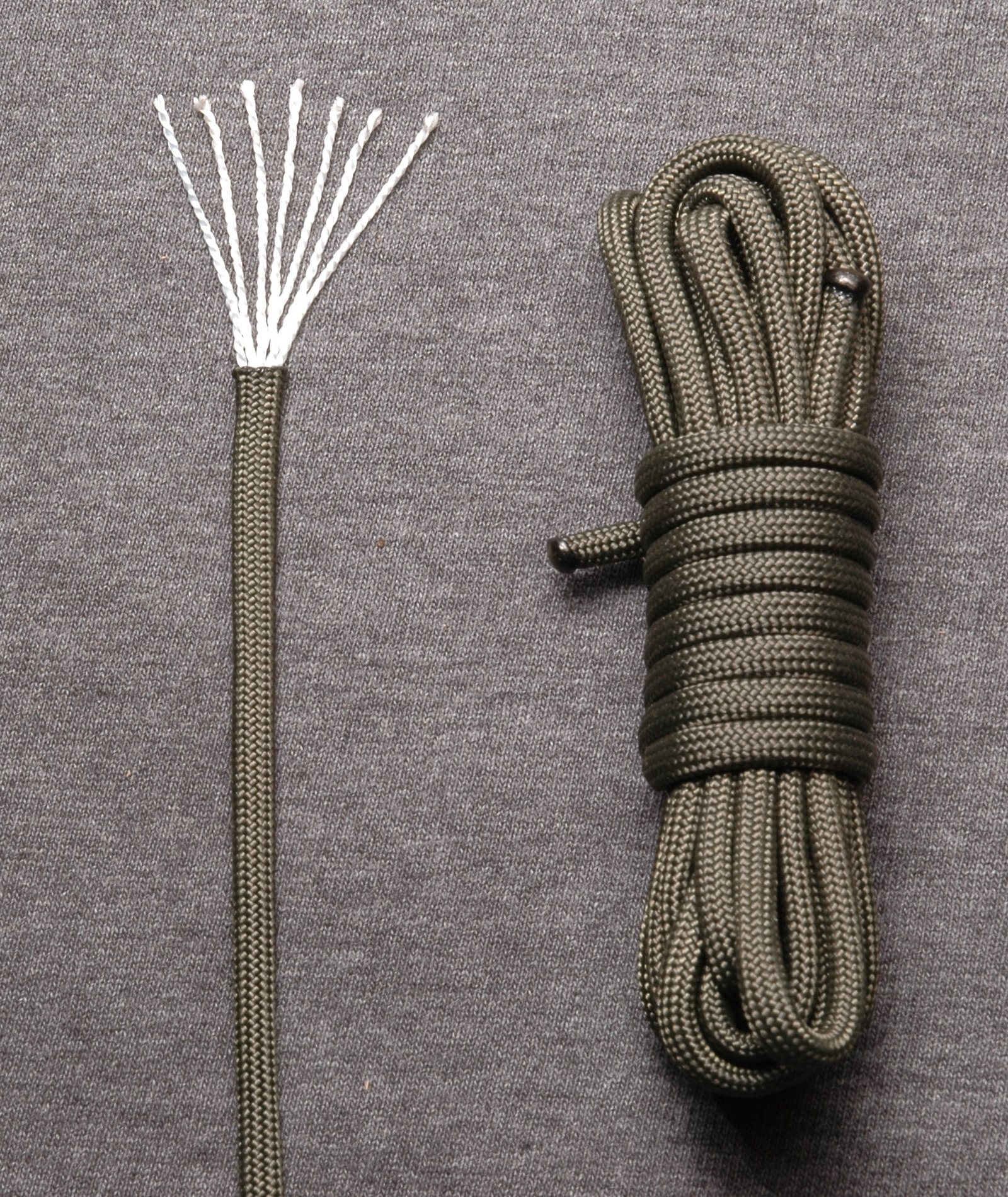
編織繩

編織繩是一种绳子，由繩心與繩皮組成，用來增加使用強度，耐磨性與柔軟度。
常見到的是中國繩、流蘇、玉線，經由複雜的編織可成為一些帶有意含的結，如盤長結、吉祥如意結等......，也可用來編織成動物，如烏龜、龍蝦或徐徐如生的飛龍等...。